# Theope nobilis
Espèce
Theope nobilis est une espèce d'insectes lépidoptères appartenant à la famille  des Riodinidae et au genre Theope.

## Taxonomie
Theope nobilis a été nommé par Henry Walter Bates en 1868.

## Description
Theope  nobilis un papillon au dessus de couleur marron foncé et bleu. L'aile antérieure comporte une large bordure externe et une bordure costale qui laissent une plage bleue. L'aile postérieure comporte une large bordure costale laissant un triangle bleu.
Le revers est jaune, avec une ligne submarginale de points noirs cernée de blanc.

## Biologie
Non connue : un mâle est au NHM de Londres et une femelle a été capturée par Jean-Yves Gallard en 1989 à Roura.

## Écologie et distribution
Theope nobilis est présent en Guyane et au Brésil,.

### Protection
Pas de statut de protection particulier.